# Butomopsis
Butomopsis là chi thực vật có hoa trong họ Alismataceae.
Nó chỉ chứa 1 loài duy nhất là Butomopsis latifolia (D.Don) Kunth. bản địa khu vực nhiệt đới châu Phi (từ Senegal và Sudan tới Mozambique), Nam Á (Ấn Độ, Nepal, Bhutan, Bangladesh), Đông Nam Á (Java, Myanmar, Lào, Thái Lan, Malaysia, Trung Quốc (Vân Nam) cũng như miền bắc Australia (Queensland và Lãnh thổ Bắc Úc).